# Doctor Who and the Silurians
A Doctor Who and the Silurians a Doctor Who sorozat ötvenegyedik része, amit 1970. január 31-e és március 14-e között vetítettek hét epizódban. Itt jelennek meg először a Szilúrok, akik régen a Föld (a Doctor Who Univerzumbeliben) legfejlettebb élőlényei voltak.

## Történet
Egy derbyshire-i barlangrendszerben két barlangászt egy titokzatos lény támad meg. Ugyanitt van egy titkos katonai nukleáris kutatóintézet is, ahol az atomreaktor energiáját titokzatos módon valami lecsapolja. A Doktort küldik az eset kivizsgálására. A barlangban hibernálva évmilliós álmukat alusszák a szilúrok, értelmes gyíklények, akik ébredezve észreveszik, hogy a Földön közben értelmes majmok vették át az uralmat...

## Epizódok listája
| Epizód sorszáma | Bemutató napja    | Hossza | Nézők száma (millió) | Formátum                                       |
| --------------- | ----------------- | ------ | -------------------- | ---------------------------------------------- |
| 1               | 1970. január 31.  | 24:15  | 8,8                  | Visszaállított színes változat Pal formátumban |
| 2               | 1970. február 7.  | 23:08  | 7,3                  | Visszaállított színes változat Pal formátumban |
| 3               | 1970. február 14. | 23:16  | 7,5                  | Visszaállított színes változat Pal formátumban |
| 4               | 1970. február 21. | 25:00  | 8,2                  | Visszaállított színes változat Pal formátumban |
| 5               | 1970. február 28. | 23:58  | 7,5                  | Visszaállított színes változat Pal formátumban |
| 6               | 1970. március 7.  | 24:15  | 7,2                  | Visszaállított színes változat Pal formátumban |
| 7               | 1970. március 14. | 22:55  | 7,5                  | Visszaállított színes változat Pal formátumban |

## Könyvkiadás
A könyvváltozatát 1974. január 14-én adta ki a Target könyvkiadó.

## Otthoni kiadás
- VHS-n 1993 júliusában adták ki.
- DVD-n 2008. január 14-én adták ki.

### Fordítás
- Ez a szócikk részben vagy egészben  a   Doctor Who and the Silurians című angol Wikipédia-szócikk fordításán alapul.  Az eredeti cikk szerkesztőit annak laptörténete sorolja fel. Ez a jelzés csupán a megfogalmazás eredetét és a szerzői jogokat jelzi, nem szolgál a cikkben szereplő információk forrásmegjelöléseként.